# DADDY★バージン
『DADDY★バージン』（ダディ★バージン）は、2004年に少年画報社のヤングキングコミックスから発売された克・亜樹の漫画短編集、および表題作の短編。

## DADDY★バージン
『ヤングキング』（少年画報社）に掲載された。
あらすじ
ごく普通のサラリーマン、昇一（しょういち）と父の再婚相手の娘、摩緒（まお）はある事情で2人で暮らしているが昇一は年頃でも無防備な摩緒と、今後の同居関係をどうするかで悩んでいる。
登場人物
昇一（しょういち）
本作の主人公。29歳。デザイン会社勤務。
摩緒（まお）
本作のヒロイン。17歳。女子高生。
有里子（ゆりこ）
昇一の同僚。